# UCI America Tour 2020
L'UCI America Tour 2020 è stata la sedicesima edizione dell'UCI America Tour, uno dei cinque circuiti continentali di ciclismo dell'Unione Ciclistica Internazionale, composto da quindici corse che si sono disputate tra ottobre 2019 e novembre 2020 nel continente americano.

## Calendario

### Ottobre 2019
| Data  | Prova              | Cat. | Vincitore    | Squadra     |
| ----- | ------------------ | ---- | ------------ | ----------- |
| 23-1° | Vuelta a Guatemala | 2.2  | Manuel Rodas | Decorabaños |

### Novembre 2019
| Data | Prova                                                   | Cat. | Vincitore     | Squadra |
| ---- | ------------------------------------------------------- | ---- | ------------- | ------- |
| 2    | Campionati caraibici di ciclismo su strada (Cronometro) | 1.2  | Kaden Hopkins | Bermuda |
| 3    | Campionati caraibici di ciclismo su strada (In linea)   | 1.2  | Felix Nodarse | Cuba    |

### Dicembre 2019
| Data  | Prova                        | Cat. | Vincitore      | Squadra                         |
| ----- | ---------------------------- | ---- | -------------- | ------------------------------- |
| 16-25 | Vuelta Ciclista a Costa Rica | 2.2  | Daniel Bonilla | ScotiaBank-Nestlé-Metrica-Giant |

### Gennaio
| Data  | Prova                          | Cat. | Vincitore     | Squadra           |
| ----- | ------------------------------ | ---- | ------------- | ----------------- |
| 11-18 | Vuelta al Táchira en Bicicleta | 2.2  | Roniel Campos | Deportivo Táchira |

### Febbraio
| Data  | Prova                    | Cat. | Vincitore      | Squadra        |
| ----- | ------------------------ | ---- | -------------- | -------------- |
| 11-16 | Tour Colombia 2.1 (2020) | 2.1  | Sergio Higuita | EF Pro Cycling |

### Marzo
| Data  | Prova                              | Cat. | Vincitore                                           | Squadra                                             |
| ----- | ---------------------------------- | ---- | --------------------------------------------------- | --------------------------------------------------- |
| 15    | Gran Premio de la Patagonia (2020) | 1.2  | José Tito Hernández                                 | Medellín                                            |
| 18-22 | Vuelta Ciclista a Chiloé           | 2.2  | annullata per la Pandemia di COVID-19 del 2019-2021 | annullata per la Pandemia di COVID-19 del 2019-2021 |

### Aprile
| Data | Prova                       | Cat. | Vincitore                                           | Squadra                                             |
| ---- | --------------------------- | ---- | --------------------------------------------------- | --------------------------------------------------- |
| 2-5  | Joe Martin Stage Race       | 2.2  | annullata per la Pandemia di COVID-19 del 2019-2021 | annullata per la Pandemia di COVID-19 del 2019-2021 |
| 3-12 | Vuelta Ciclista del Uruguay | 2.2  | annullata per la Pandemia di COVID-19 del 2019-2021 | annullata per la Pandemia di COVID-19 del 2019-2021 |
| 29-3 | Tour of the Gila            | 2.2  | annullata per la Pandemia di COVID-19 del 2019-2021 | annullata per la Pandemia di COVID-19 del 2019-2021 |

### Giugno
| Data  | Prova          | Cat. | Vincitore                                           | Squadra                                             |
| ----- | -------------- | ---- | --------------------------------------------------- | --------------------------------------------------- |
| 17-21 | Tour de Beauce | 2.2  | annullata per la Pandemia di COVID-19 del 2019-2021 | annullata per la Pandemia di COVID-19 del 2019-2021 |

### Luglio
| Data | Prova                    | Cat. | Vincitore                                           | Squadra                                             |
| ---- | ------------------------ | ---- | --------------------------------------------------- | --------------------------------------------------- |
| 10   | Chrono Kristin Armstrong | 1.2  | annullata per la Pandemia di COVID-19 del 2019-2021 | annullata per la Pandemia di COVID-19 del 2019-2021 |
| 12   | Delta Road Race          | 1.2  | annullata per la Pandemia di COVID-19 del 2019-2021 | annullata per la Pandemia di COVID-19 del 2019-2021 |

### Agosto
| Data  | Prova             | Cat. | Vincitore                                           | Squadra                                             |
| ----- | ----------------- | ---- | --------------------------------------------------- | --------------------------------------------------- |
| 21-30 | Vuelta a Colombia | 2.2  | annullata per la Pandemia di COVID-19 del 2019-2021 | annullata per la Pandemia di COVID-19 del 2019-2021 |

### Ottobre
| Data           | Prova                     | Cat. | Vincitore              | Squadra         |
| -------------- | ------------------------- | ---- | ---------------------- | --------------- |
| 23-1º Novembre | Vuelta a Guatemala (2020) | 2.2  | Juan Mardoqueo Vásquez | Hino-One-La Red |

## Classifiche

### Classifica individuale
| Pos. | Corridore          | Squadra | Punti   |
| ---- | ------------------ | ------- | ------- |
| 1    | Richard Carapaz    | Ineos   | 1 406,5 |
| 2    | Daniel Martínez    | EF      | 981,33  |
| 3    | Miguel Ángel López | Astana  | 925     |
| 4    | Michael Woods      | EF      | 920     |
| 5    | Nairo Quintana     | Arkéa   | 865     |
| 6    | Sergio Higuita     | EF      | 602,33  |
| 7    | Egan Bernal        | Ineos   | 425,5   |
| 8    | Rigoberto Uran     | EF      | 352,33  |
| 9    | Sepp Kuss          | Jumbo   | 351     |
| 10   | Fernando Gaviria   | UAE     | 349     |

### Classifica a squadre
| Pos. | Squadra                                  | Punti |
| ---- | ---------------------------------------- | ----- |
| 1    | Medellín                                 | 277   |
| 2    | Rally Cycling                            | 257   |
| 3    | Canel's Pro Cyling                       | 173   |
| 4    | Hagens Berman Axeon                      | 144   |
| 5    | Elevate-Webiplex Pro Cycling             | 135   |
| 6    | Colombia Tierra de Atletas-GW Bicicletas | 113   |
| 7    | Team Novo Nordisk                        | 95    |
| 8    | Best PC Ecuador                          | 89    |
| 9    | Gios-Kiwi Atlántico                      | 86    |
| 10   | EPM-Scott                                | 60    |

### Classifica per nazioni
| Pos. | Nazione     | Punti    |
| ---- | ----------- | -------- |
| 1    | Colombia    | 4 827.49 |
| 2    | Ecuador     | 2 155,16 |
| 3    | Stati Uniti | 1 534,71 |
| 4    | Canada      | 1 190    |
| 5    | Panama      | 462      |
| 6    | Messico     | 249      |
| 7    | Venezuela   | 174      |
| 8    | Guatemala   | 164      |
| 9    | Costa Rica  | 161      |
| 10   | Argentina   | 138      |

### Classifica per nazioni U23
| Pos. | Nazione                   | Punti |
| ---- | ------------------------- | ----- |
| 1    | Stati Uniti               | 653   |
| 2    | Canada                    | 183   |
| 3    | Colombia                  | 124   |
| 4    | Costa Rica                | 78    |
| 5    | Messico                   | 60    |
| 6    | Bermuda                   | 50    |
| 7    | Ecuador                   | 44    |
| 8    | Guatemala                 | 25    |
| 9    | Canada                    | 13    |
| 10   | Saint Vincent e Grenadine | 10    |